# بخش مرکزی شهرستان بروجن
بخش مرکزی شهرستان بروجن یکی از بخش‌های شهرستان بروجن در استان چهارمحال و بختیاری ایران است.  

## تقسیمات کشوری
- بخش مرکزی شهرستان بروجن
  - دهستان حومه

شهرها: بروجن ، فرادنبه ، سفیددشت و نقنه.
روستاها : ده‌نو ‌، اسلام آباد

## جمعیت
بنابر سرشماری مرکز آمار ایران، جمعیت بخش مرکزی شهرستان بروجن در سال ۱۳۸۵ برابر با ۷۸۹۶۵ نفر بوده است.